# フィン・ウゴル語派
フィン・ウゴル語派（フィン・ウゴルごは、Finno-Ugric languages）は、ウラル語族に属する言語群。
ハンガリー語、フィンランド語、エストニア語などを含む。このほかにロシア連邦などに分布する多数の少数民族の言語を含むが、すでに絶滅した言語、現在危機に瀕する言語も多い。話者人口は2300万人程度。
シベリア北部のサモエード語派とともにウラル語族を構成する。しかし、話者の人種という面から見ると、サモイェード語派の話者がほぼモンゴロイドであるのに対してフィン・ウゴル語派の話者はモンゴロイドとコーカソイドの混合であり、特にバルト・フィン諸語話者は完全なコーカソイドに近い。

## 起源
故地はウラル山脈より西のロシア中央部・北部にあるサンクトペテルブルク付近のイングリア（Ingria, インゲルマンラント）とする説、ウラル山脈中南部とする説、さらに東方のアルタイ・サヤン地域とする説などがあり、語族としての形成は紀元前3千年紀にさかのぼると伝えられる。再建された祖語にはインド・イラン語派からの借用語（「蜜蜂」「蜂蜜」など）も含み、インド・イラン系民族（スキタイなど）がユーラシア・ステップに住んでいた時代のものと思われる。
スラヴ語派住民が現在のロシアに広がる前、これらの言語はすでにウラル山脈からバルト海に至る範囲に広がっていたと考えられる。これは新石器時代の櫛目文土器文化（Comb Ceramic Culture）の範囲に重なり、これが紀元前4200年から2000年頃のフィン・ウゴル語派の文化に対応すると考えられる。フィン・ウゴル語派は、ウゴル諸語（ウラル山脈東側のユグラ地方［現在のハンティ・マンシ自治管区］の言語と、ハンガリー語からなる）と、フィン・ペルム諸語（ロシアのウラル以西、フィンランド・バルト海沿岸まで）に分けられ、フィン・ペルム諸語はさらに多数に分けられる。ウゴル（英: Ugric languages）とは、マンシ族の旧名 "Voguls" に由来し、地名「ユグラ (Yugra) 」とともに「ハンガリー」（英: Hungary）と語源的に関係があるとの説もある。
バルト・フィン諸語（フィンランド語、エストニア語など）の語彙にはその他のフィン・ウゴル語派と共通しないものがあり、古い基層言語（バルト語派と共通するかもしれない）に基づく可能性もある。また特にサーミ語（ラップ語）に関しては、祖先は別の言語を話しており、のちにフィン・ウゴル語を受け入れたという可能性が高い。

## 特徴
約200の共通基礎語彙が明らかにされており、親族名称や人体語彙のほか、漁労、狩猟・牧畜（特にトナカイ）、技術・建築、天候などの語彙がある。構造的にも類似の性質が多く、これらも祖語にさかのぼると考えられる。
母音調和がある。格変化は日本語の格助詞に似た接尾辞によって表され、格は種類が多い（少なくともフィンランド語は15格、ハンガリー語は18格）。動詞は主語の人称・数によって（一部言語では目的語によっても）活用する。文法的な性はなく、代名詞にも彼と彼女の区別はない。一般に所有形容詞がなく、その代わりに被所有物名詞に所有者の人称接尾辞をつけ、また一部の言語では人称代名詞の属格で表す。語順は基本的にはSOV型だったかもしれないが、フィンランド語ではSVO型が普通となっており、ハンガリー語では語順で主題・評言関係を表すため SOV、SVO、VOS 等の語順が存在し、一見、決まった語順がないようにすら見える。

## 分類

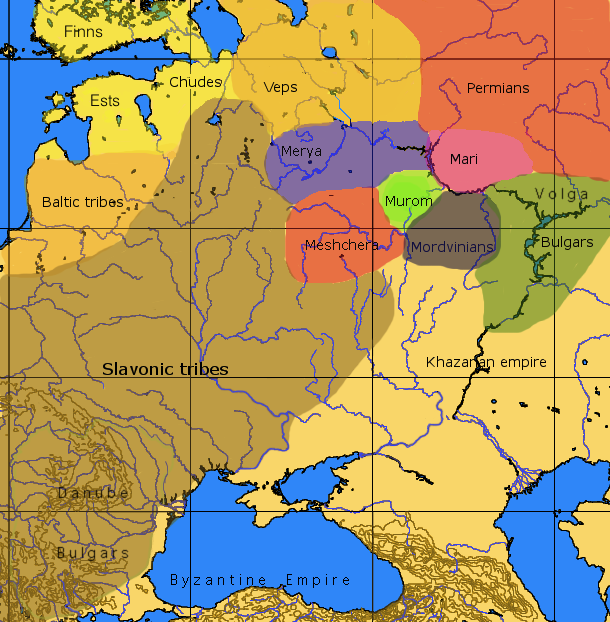
フィン・ヴォルガ諸語の分布

以下のような言語を含む。ウラル語族の中でのフィン・ウゴル語派という分類についてはほぼ意見が一致している。しかし、下位諸語の間の分類については確定していない。
- フィン・ウゴル語派 （Finno-Ugric）
  - ウゴル諸語（Ugric）
    - オビ・ウゴル諸語（Ob-Ugric）
      - ハンティ語（Khanty）- 旧称オスチャーク語
      - マンシ語（Mansi） - 旧称ボグール語

    - ハンガリー語（magyar, Engl. Hungarian） - マジャル語とも呼ばれる

  - ペルム諸語
    - ウドムルト語（Udmurt） - かつてボチャーク語と呼ばれた
    - コミ語（Komi）- かつてジリエーン語と呼ばれた
      - コミ・ペルミャク語
      - コミ・ヤズヴァ語（英語版）
      - コミ・ジリエーン語

  - ボルガ・フィン諸語（Volga-Finnic）
    - マリ語（Mari）- かつてチェレミス語と呼ばれた
    - モルドヴィン諸語（Mordvin）
      - エルジャ語
      - モクシャ語

  - サーミ諸語（sami, Engl. Sami） - ラップ語とも言われる
  - バルト・フィン諸語（Balt-Finnic） - バルト海岸、フィンランド湾、リガ湾で話されている。フィン諸語とも言う
    - フィンランド語（suomi, Engl. Finnish） - スオミ語とも言う
    - エストニア語（eesti, Engl. Estonian）
    - カレリア語（karjala, Engl. Karelian）
    - ヴェプス語（lüüdi, veps/beps, Engl. Vepsian）
    - イジョール語（Izhorian）
    - ヴォート語（vad´d´a/vadja, Engl. Votian）
    - リヴォニア語（livvi, Engl. Livonian）

各諸語ごとの系統関係はコンセンサスが得られていないが、以下のような説がある。
- フィン・ペルム諸語
- フィン・ヴォルガ諸語
- フィン・サーミ諸語